# 강경학
강경학(姜炅學, 1992년 8월 11일~)은 전 KBO 리그 KIA 타이거즈의 내야수, 투수이자, 현 광주동성고등학교 야구부의 코치이다. 개명 전 이름은 '강시학'이다.

## 선수 시절

### 한화 이글스시절
2011년에 입단하였다. 입단 후 양쪽 어깨 수술을 받아 2011년 시즌 후 공익근무요원으로 대체 복무했다. 소집 해제 후 2014년 5월에 1군에 복귀했다. 2014년 8월 1일 두산전에서 3점 홈런을 쳐 내며 데뷔 첫 안타, 타점, 홈런을 기록했다. 2015년 5월 15일 넥센전에서 배힘찬을 상대로 끝내기 밀어내기 볼넷을 얻어내며 팀의 승리를 이끌었다. 2016년 ~ 2017년에는 눈에 띄는 활약을 보여주지 못했다. 그 후 2군에서 주로 활동하다가 2018년 시즌 후반부에 투입돼 2할대 타율을 기록했다.

### KIA 타이거즈시절
2021년 7월 3일 당시 KIA 타이거즈 소속이었던 백용환과 1:1 트레이드를 통해 이적하였다. 2022년 7월에 방출됐다.

## 야구선수 은퇴 후
2024년부터 광주동성고등학교 야구부의 코치로 활동한다.

## 출신 학교
- 광주대성초등학교
- 광주동성중학교
- 광주동성고등학교

## 통산 기록
| 연도 | 팀명  | 타율  | 경기 | 타수 | 득점 | 안타 | 2루타 | 3루타 | 홈런 | 루타 | 타점 | 도루 | 도실 | 볼넷 | 사구 | 삼진 | 병살 | 실책 |
| ---- | ----- | ----- | ---- | ---- | ---- | ---- | ----- | ----- | ---- | ---- | ---- | ---- | ---- | ---- | ---- | ---- | ---- | ---- |
| 2011 | 한화  | 0.000 | 2    | 1    | 0    | 0    | 0     | 0     | 0    | 0    | 0    | 0    | 0    | 0    | 0    | 1    | 0    | 1    |
| 2014 | 한화  | 0.221 | 41   | 86   | 11   | 19   | 2     | 3     | 1    | 30   | 7    | 0    | 0    | 13   | 2    | 28   | 1    | 6    |
| 2015 | 한화  | 0.257 | 120  | 311  | 50   | 80   | 7     | 4     | 2    | 101  | 27   | 4    | 3    | 40   | 5    | 58   | 3    | 15   |
| 2016 | 한화  | 0.158 | 46   | 101  | 16   | 16   | 3     | 2     | 1    | 26   | 7    | 0    | 0    | 8    | 2    | 30   | 5    | 7    |
| 2017 | 한화  | 0.214 | 59   | 84   | 17   | 18   | 2     | 1     | 0    | 22   | 4    | 1    | 1    | 8    | 1    | 19   | 1    | 4    |
| 2018 | 한화  | 0.278 | 77   | 245  | 42   | 68   | 11    | 1     | 5    | 96   | 27   | 6    | 3    | 38   | 4    | 59   | 7    | 2    |
| 2019 | 한화  | 0.239 | 52   | 113  | 21   | 27   | 4     | 0     | 0    | 31   | 12   | 1    | 2    | 15   | 3    | 32   | 3    | 4    |
| 2020 | 한화  | 0.228 | 94   | 193  | 25   | 44   | 7     | 1     | 4    | 65   | 19   | 1    | 2    | 35   | 3    | 64   | 2    | 6    |
| 2021 | KIA   | 0.152 | 25   | 33   | 3    | 5    | 0     | 0     | 0    | 5    | 1    | 1    | 0    | 5    | 1    | 13   | 0    | 2    |
| 통산 | 9시즌 | 0.237 | 516  | 1167 | 185  | 277  | 36    | 12    | 13   | 376  | 104  | 14   | 11   | 162  | 21   | 304  | 22   | 47   |